# Jordi Alba
Jordi Alba Ramos (L'Hospitalet de Llobregat, 21 maart 1989) is een Spaans voetballer die doorgaans als linksachter speelt. Alba debuteerde in 2011 in het Spaans voetbalelftal, waarmee hij in 2012 het Europees kampioenschap en in 2023 de UEFA Nations League won.

## Clubcarrière

### Jeugd
Alba begon als clubvoetballer bij de prebenjamínes van AC Hospitalense. In 1998 kwam Alba naar jeugdopleiding van FC Barcelona, waar hij begon bij de alevines. Hij speelde als aanvallende middenvelder in diverse jeugdteams. Alba speelde samen met onder meer Bojan Krkić, Fran Mérida en Giovani dos Santos. Hij was altijd de kleinste speler in het team, maar zijn voetbalkwaliteiten compenseerden zijn relatieve tekort aan lengte. Bovendien was Alba in diverse teams aanvoerder. Uiteindelijk werd zijn geringe lengte echter een te groot probleem voor de jeugdcoaches. Alba moest een extra jaar in de Cadete B blijven spelen en een jaar later, in 2005, werd besloten dat hij moest vertrekken. Alba speelde vervolgens twee seizoenen voor de juveniles van UE Cornellà.

### Valencia CF
In 2007 contracteerde Valencia Alba. Alba begon in het tweede elftal, CD Mestalla, waarmee hij naar de Segunda División B promoveerde. In het seizoen 2008/09 verhuurde Valencia Alba aan Gimnàstic de Tarragona, in de Segunda División A. In deze competitie speelde Alba 35 keer en maakte hij vier doelpunten. Vanaf 2009 speelde Alba voor het eerste elftal van Valencia CF. Op 13 september 2009 debuteerde hij in de competitiewedstrijd tegen Real Valladolid door elf minuten voor tijd David Silva te vervangen. Vier dagen later maakte hij ook zijn Europese debuut. In de groepswedstrijd van de Europa League tegen Lille startte hij in de basis. Aanvankelijk speelde hij ook bij Los Che als aanvallende middenvelder, maar na een blessure van Jérémy Mathieu werd Alba als linksback opgesteld. Zijn eerste doelpunt voor Valencia maakte Alba op 11 april 2010 in een competitiewedstrijd tegen RCD Mallorca.
In het seizoen 2011/12 speelde Alba met Valencia in de Champions League. Op 24 november 2010 maakte Alba zijn Champions League-debuut bij een 6–1 overwinning op Bursaspor. In de Primera División speelde hij 27 wedstrijden. Valencia eindigde voor de tweede keer op rij op derde plaats in de Spaanse competitie. Op 5 april 2012 scoorde Alba zijn eerste doelpunt in Europees verband, in de kwartfinale van de Europa League tegen AZ. Een ronde later werd Valencia uitgeschakeld door de uiteindelijke winnaar Atlético Madrid. Ook in de Copa del Rey strandde Valencia in de halve finale, tegen FC Barcelona. In de Primera División eindigde Valencia opnieuw op de derde plaats. Alba speelde 32 wedstrijden.

### FC Barcelona
In juni 2012 keerde Alba terug naar FC Barcelona voor een transfersom van €14 miljoen. Hiervoor debuteerde hij op 19 augustus 2012 in de competitiewedstrijd tegen Real Sociedad. Hij startte in de basiself en speelde de wedstrijd uit. In de dagen die volgden verloor Alba met FC Barcelona het tweeluik tegen Real Madrid voor de Supercopa de España. Op 2 oktober speelde Alba voor het eerst een Champions League-wedstrijd in het shirt van Barcelona tegen Benfica. Hij maakte zijn eerste treffer voor Barcelona op 20 oktober. Bij een 5–4 zege op Deportivo La Coruña scoorde Alba het openingsdoelpunt voor Barcelona, maar ook een eigen doelpunt. Drie dagen later was Alba verantwoordelijk voor het winnende doelpunt in de blessuretijd van de Champions League-wedstrijd tegen Celtic. Later in het seizoen scoorde Alba ook in de achtste finale tegen AC Milan. In het eerste seizoen van Alba bij Barcelona werd 'Blaugrana' kampioen van Spanje. Alba speelde 29 competitiewedstrijden. Het seizoen 2013/14 begon Barcelona met het winnen van de Supercopa de España tegen Atlético Madrid. In de eerste seizoenshelft van het seizoen 2013/14 moest Alba wegens een gescheurde spier en een hamstringblessure zestien wedstrijden missen. Alba speelde dat seizoen vijftien competitiewedstrijden. Hij speelde de eerste helft van de finale van de Copa del Rey, die werd verloren tegen Real Madrid.
In het seizoen 2014/15 werd FC Barcelona de eerste club die voor de tweede keer de treble won. Alba speelde 27 wedstrijden in de Primera División, Barcelona eindigde twee punten boven Real Madrid. In de finale van de Copa del Rey, waarin Athletic Bilbao met 3–1 werd verslagen, startte Alba in de basis. Hij startte ook in de basis in de finale van de Champions League en speelde deze uit. Barcelona was met 1–3 te sterk voor Juventus. Een paar dagen voor de Champions Leaguefinale verlengde Alba zijn contract bij Barcelona tot medio 2020. In deze verbintenis werd een afkoopsom van €150 miljoen opgenomen. In augustus 2015 won Barcelona zowel de Supercopa de España 2015 tegen Athletic Bilbao als de UEFA Super Cup tegen Sevilla. Alba kon echter niet bij deze wedstrijden zijn wegens een dijbeenverrekking. Op 20 december 2015 won Barcelona het WK voor clubs door in de finale met 3–0 River Plate te verslaan. Alba speelde de volledige wedstrijd. Voor het tweede seizoen op rij won Barcelona de landelijke dubbel. Alba speelde 31 wedstrijden in de Primera División, waar Barcelona met een punt meer boven Real Madrid eindigde. In de finale van de Copa del Rey was Sevilla de tegenstander. Omdat er na negentig minuten nog niet gescoord was, werd er een verlenging gespeeld. In die verlenging was Alba de maker van de 1–0. Voor de Supercopa de España 2016 was Sevilla opnieuw de tegenstander. Alba speelde slechts een half uur in de tweede wedstrijd, over twee wedstrijden won Barcelona met 5–0. Alba speelde in het seizoen 2016/17 26 competitiewedstrijden en Barcelona eindigde op een tweede plaats. Opnieuw legde Barcelona beslag op de Copa del Rey. Alba startte in de basis in de finale tegen Deportivo Alavés en speelde de wedstrijd uit.
Alba speelde beide wedstrijden om de Supercopa de España 2017 tegen Real Madrid, maar over twee wedstrijden verloor Barcelona met 1–5. Voor de derde keer in vier jaar won Barcelona de landelijke dubbel. In de Primera División speelde Alba in 33 wedstrijden. In de Copa del Rey-finale werd Valencia met 0–5 verslagen. Alba speelde volledige wedstrijd en gaf de assist bij de 0–2 van Lionel Messi. Op 12 augustus 2018 nam Alba het met Barcelona op tegen Sevilla voor de Supercopa. Alba speelde de gehele wedstrijd en de 1–2 winst betekende dat Alba voor de vierde keer met Barcelona de Spaanse supercup won. Op 11 maart 2019 verlengde Alba zijn contract in Barcelona tot 2024. In dit contract werd een afkoopsom van €500 miljoen opgenomen. In het seizoen 2018/19 kroonde FC Barcelona zich voor de 26ste keer in de clubhistorie tot kampioen van Spanje. Alba speelde in 36 wedstrijden en was bij tien doelpunten direct betrokken. Barcelona verloor de finale van de Copa del Rey van Valencia (1–2). Alba startte wel in de basiself en speelde deze wedstrijd uit. Alba maakte op 24 mei 2023 bekend dat hij na elf jaar FC Barcelona gaat verlaten. Het contract van Alba bij FC Barcelona liep in juni 2024 af, maar in overleg met de club besloot Alba de verbintenis eerder stop te zetten.
In juli 2023 maakte Alba transfervrij de stap naar Inter Miami, waar hij oud-ploeggenoten Busquets en Messi weer tegenkwam.

## Clubstatistieken
| Seizoen         | Club            | Competitie         | Competitie | Competitie | Beker | Beker | Europa | Europa | Overig1 | Overig1 | Totaal | Totaal |
| Seizoen         | Club            | Competitie         | Wed.       | Dlp.       | Wed.  | Dlp.  | Wed.   | Dlp.   | Wed.    | Dlp.    | Wed.   | Dlp.   |
| --------------- | --------------- | ------------------ | ---------- | ---------- | ----- | ----- | ------ | ------ | ------- | ------- | ------ | ------ |
| 2008/09         | → Gimnàstic     | Segunda División A | 35         | 4          | 0     | 0     | —      | —      | —       | —       | 35     | 4      |
| Club totaal     | Club totaal     | Club totaal        | 35         | 4          | 0     | 0     | 0      | 0      | 0       | 0       | 35     | 4      |
| 2009/10         | Valencia CF     | Primera División   | 15         | 1          | 2     | 0     | 9      | 0      | —       | —       | 26     | 1      |
| 2010/11         | Valencia CF     | Primera División   | 27         | 2          | 4     | 0     | 3      | 0      | —       | —       | 34     | 2      |
| 2011/12         | Valencia CF     | Primera División   | 32         | 2          | 8     | 0     | 10     | 1      | —       | —       | 50     | 3      |
| Club totaal     | Club totaal     | Club totaal        | 74         | 5          | 14    | 0     | 22     | 1      | 0       | 0       | 110    | 6      |
| 2012/13         | FC Barcelona    | Primera División   | 29         | 2          | 4     | 1     | 9      | 2      | 2       | 0       | 44     | 5      |
| 2013/14         | FC Barcelona    | Primera División   | 15         | 0          | 5     | 0     | 4      | 0      | 2       | 0       | 26     | 0      |
| 2014/15         | FC Barcelona    | Primera División   | 27         | 1          | 6     | 1     | 11     | 0      | —       | —       | 44     | 2      |
| 2015/16         | FC Barcelona    | Primera División   | 31         | 0          | 3     | 1     | 9      | 0      | 2       | 0       | 45     | 1      |
| 2016/17         | FC Barcelona    | Primera División   | 26         | 1          | 6     | 0     | 6      | 0      | 1       | 0       | 39     | 1      |
| 2017/18         | FC Barcelona    | Primera División   | 33         | 2          | 5     | 1     | 8      | 0      | 2       | 0       | 48     | 3      |
| 2018/19         | FC Barcelona    | Primera División   | 36         | 2          | 6     | 0     | 11     | 1      | 1       | 0       | 54     | 3      |
| 2019/20         | FC Barcelona    | Primera División   | 27         | 2          | 3     | 0     | 5      | 0      | 1       | 0       | 36     | 2      |
| 2020/21         | FC Barcelona    | Primera División   | 35         | 3          | 5     | 2     | 7      | 0      | 2       | 0       | 49     | 5      |
| 2021/22         | FC Barcelona    | Primera División   | 29         | 2          | 1     | 0     | 11     | 1      | 0       | 0       | 41     | 2      |
| 2022/23         | FC Barcelona    | Primera División   | 24         | 2          | 1     | 0     | 3      | 0      | 0       | 0       | 27     | 0      |
| Club totaal     | Club totaal     | Club totaal        | 288        | 15         | 44    | 6     | 81     | 4      | 13      | 0       | 426    | 24     |
| Carrière totaal | Carrière totaal | Carrière totaal    | 397        | 24         | 58    | 6     | 101    | 5      | 13      | 0       | 559    | 33     |

- Bijgewerkt t/m 9 augustus 2022.
- 1Bevat de Supercopa de España en het Wereldkampioenschap voetbal voor clubs.

## Interlandcarrière

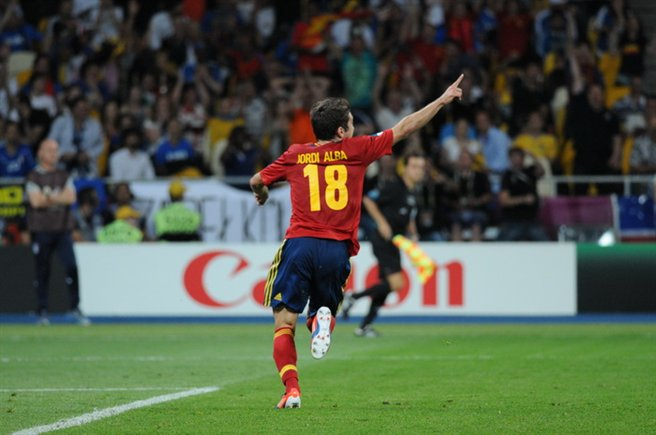
Jordi Alba juicht na zijn doelpunt in de finale van het EK in 2012.

Alba speelde op 28 december 2008 voor het Catalaans elftal in een wedstrijd tegen Colombia. In de tweede helft kwam hij als vervanger van Bojan Krkić in het veld. Alba nam met het Spaans olympisch voetbalelftal onder leiding van bondscoach Luis Milla deel aan de Olympische Spelen van 2012 in Londen. Alba debuteerde op 11 oktober 2011 tegen Schotland als international. In deze met 3–1 gewonnen wedstrijd gaf Alba de assist bij het openingsdoelpunt van David Silva. Inmiddels is hij de vaste linksback van La Furía Roja. Hij werd door Vicente del Bosque opgenomen in de Spaanse selectie voor het EK 2012. Alba miste geen minuut op dat toernooi. Hij maakte het tweede doelpunt in de finale tegen Italië (4–0). Dat was zijn eerste doelpunt voor Spanje. Spanje werd het eerste land dat twee keer achter elkaar het EK won.
Alba nam in 2013 met Spanje deel aan de Confederations Cup. Hij miste enkel de tweede groepswedstrijd tegen Tahiti. In de laatste groepswedstrijd, tegen Nigeria, scoorde Alba tweemaal. Spanje verloor de finale van Brazilië. Een jaar later werd Alba opgenomen in de Spaanse selectie voor het WK 2014. Spanje werd al in de groepsfase uitgeschakeld. Alba speelde alle drie de groepswedstrijden. Ook in 2016 behoorde Alba tot de Spaanse selectie voor het EK 2016. Spanje werd in de achtste finale uitgeschakeld door Italië. Alba speelde opnieuw in iedere wedstrijd.
Alba maakte eveneens deel uit van de Spaanse selectie, die onder leiding van interim-bondscoach Fernando Hierro in 2018 deelnam aan de WK-eindronde in Rusland. Daar wist de ploeg niet te overtuigen; in groep B werd gelijkgespeeld tegen Portugal (3-3) en Marokko (2-2). Spanje won in de poulefase alleen van Iran (1-0). In de achtste finales trokken de Zuid-Europeanen vervolgens in de strafschoppenreeks aan het kortste eind in het duel met gastland Rusland (3-4), nadat beide teams in de reguliere speeltijd plus verlenging op 1-1 waren blijven steken. Koke en Iago Aspas misten voor Spanje vanaf elf meter, oog in oog met de Russische doelman Igor Akinfejev. Alba kwam in alle duels in actie, van de eerste tot en met de laatste minuut. Op 11 november 2022 werd bekend dat Alba was geselecteerd voor deelname aan het WK 2022 in Qatar.

## Erelijst
| Competitie             | Aantal       | Jaren                                                |
| FC Barcelona           | FC Barcelona | FC Barcelona                                         |
| ---------------------- | ------------ | ---------------------------------------------------- |
| FIFA Club World Cup    | 1x           | 2015                                                 |
| UEFA Champions League  | 1x           | 2014/15                                              |
| UEFA Super Cup         | 1x           | 2015                                                 |
| Primera División       | 6x           | 2012/13, 2014/15, 2015/16, 2017/18, 2018/19, 2022/23 |
| Copa del Rey           | 5x           | 2014/15, 2015/16, 2016/17, 2017/18, 2020/21          |
| Supercopa de España    | 5x           | 2013, 2016, 2017, 2018, 2022/23                      |
| Spanje onder 20        |              |                                                      |
| Middellandse Zeespelen | 1x           | 2009                                                 |
| Spanje                 |              |                                                      |
| UEFA EK                | 1x           | 2012                                                 |
| UEFA Nations League    | 1x           | 2022/23                                              |